# Aburiplus
Aburiplus is een geslacht van hooiwagens uit de familie Pyramidopidae.
De wetenschappelijke naam Aburiplus is voor het eerst geldig gepubliceerd door Roewer in 1949. 

## Soorten
Aburiplus is monotypisch en omvat slechts de volgende soort:
- Aburiplus trochanteralis